# Конституционный референдум в Батавской республике (1801)
Конституционный референдум в Батавской республике проходил 6 октября 1801 года. Предыдущий референдум 1798 года привёл к утверждению новой Конституции, однако французы, имевшие большое влияние в Батавской республике, не были удовлетворены ей и под их влиянием была написана новая конституция. Неголосовавшие избиратели считались, как если бы они проголосовали за новую конституцию. В результате Конституция была одобрена 87,46 % голосов. Конституция вступила в силу 16 октября 1801 года.

## Результаты
| Choice                               | Votes   | %     |
| ------------------------------------ | ------- | ----- |
| За                                   | 364 200 | 87,46 |
| Против                               | 52 219  | 12,54 |
| Всего                                | 416 419 | 100   |
| Зарегистрированных избирателей/ Явка | 416 419 | 100   |
| Источник: Direct Democracy           |         |       |